# Neftepromysel
Neftepromysel (del ruso: Нефтепромысел) es un posiólok del raión de Krymsk del krai de Krasnodar, en Rusia. Está situado en la orilla izquierda del río Psif, cerca de su desembocadura en el río Adagum, afluente por la izquierda del río Kubán, en las inmediaciones de su delta, 22 km al noroeste de Krymsk y 93 km al oeste de Krasnodar. Tenía 38 habitantes en 2010
Pertenece al municipio Keslerovskoye.